# Gelbensande
Gelbensande est une municipalité allemande du land de Mecklembourg-Poméranie-Occidentale et l'arrondissement de Rostock.

## Personnalités liées à la ville
- Anastasia de Mecklembourg-Schwerin (1923-1979), duchesse née à Gelbensande.